# 京都工芸繊維大学
京都工芸繊維大学（きょうとこうげいせんいだいがく、英語: Kyoto Institute of Technology）は、京都府京都市左京区松ヶ崎橋上町に本部を置く日本の国立大学である。1899年創立、1949年大学設置。略称はKIT、工繊大。

## 概観

### 大学全体

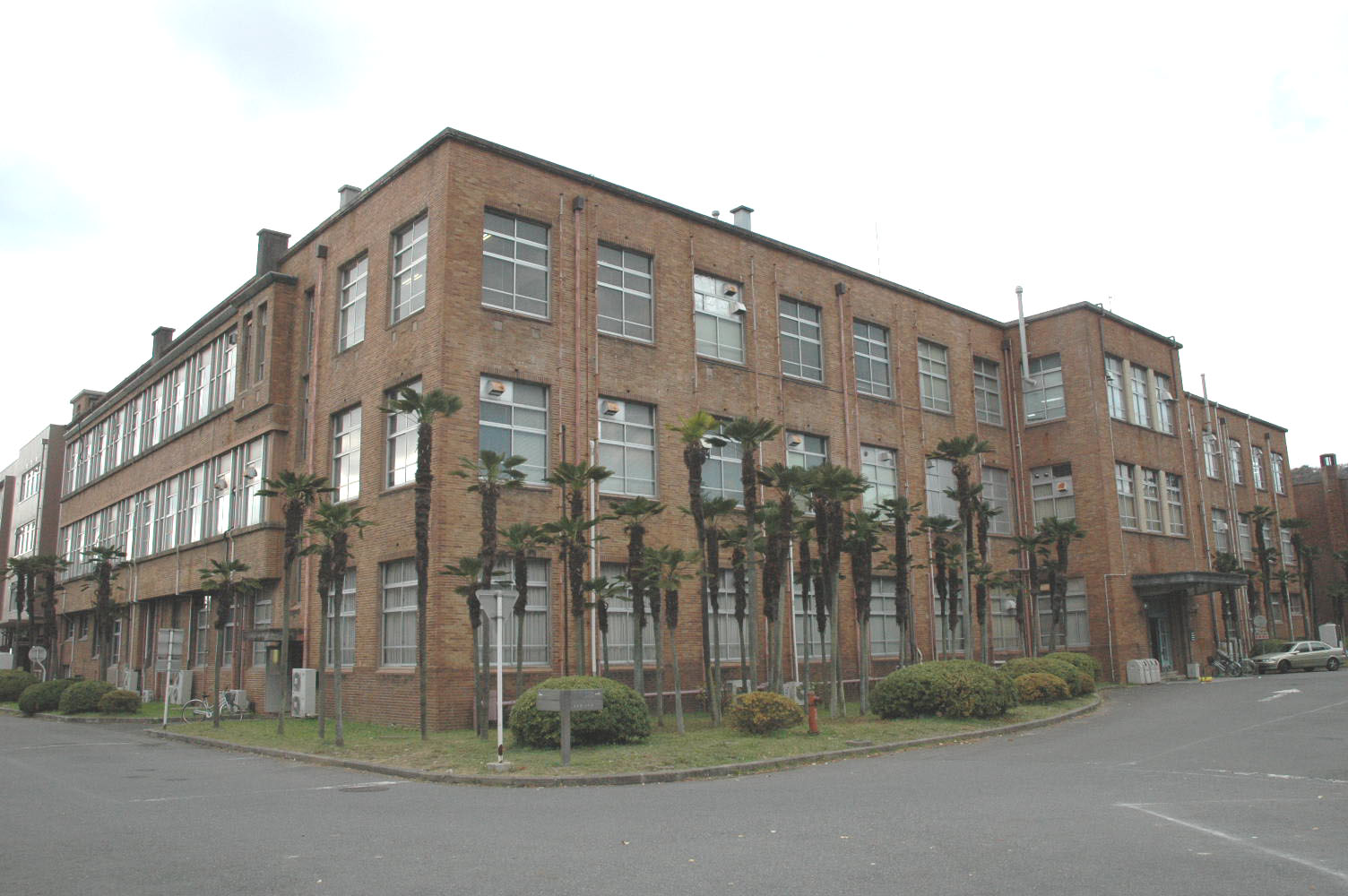
3号館（設計：本野精吾）

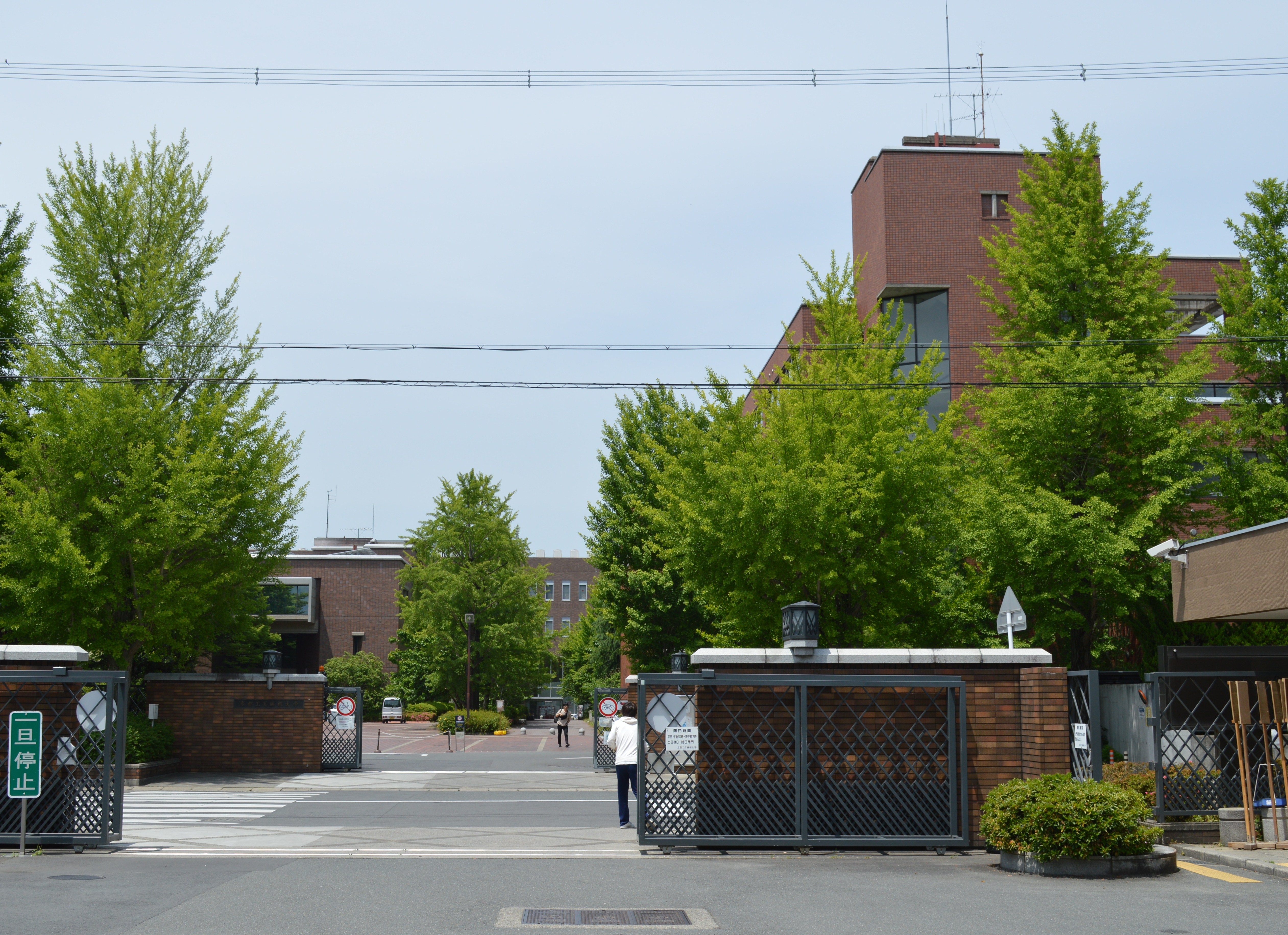
中央門と西部キャンパス

京都工芸繊維大学は、1949年（昭和24年）に旧制の京都工業専門学校と京都繊維専門学校を統合して設立された国立の工科系単科大学である。永らく工芸学部と繊維学部の2学部体制であったが、2004年の国立大学法人化を経て、2006年（平成18年）に統合され「工芸科学部」が発足した。電子工学、機械工学、情報工学、生物学、化学、繊維学、建築学、デザイン学といった幅広い分野で、「実学」を重視した教育研究を展開している。特に、「科学」と「芸術」の融合を強く意識したカリキュラムは国内でも異色である。特に博士課程ではイノベーションを起こせる人材育成に注力しており、多くの海外大学や外国人デザイナーとの連携を進めている。その一環として2014年に設立された「京都デザインラボ」(D-lab) は、特徴的な教育カリキュラム「科学と芸術の融合」を具現化する役割を果たしている。

### 理念
「ART×SCIENCE」「LOCAL×GLOBAL」「TRADITION×INNOVATION」を掲げ、新しい発想や価値の創造を追求し、京都から世界へと挑む先鋭的な国際的工科系大学としての立場を宣言している。

## 沿革

### 年表
- 1899年 京都蚕業講習所を開設。
- 1902年 京都高等工芸学校設立。
- 1914年 京都高等蚕業学校設立。
- 1931年 京都高等蚕業学校を京都高等蚕糸学校へと改称。
- 1944年 京都高等工芸学校を京都工業専門学校へと改称し、京都高等蚕糸学校を京都繊維専門学校へと改称した。
- 1949年 京都工業専門学校・京都繊維専門学校を母体として新制京都工芸繊維大学発足。工芸学部・繊維学部設置。
- 1951年 工業短期大学部併設。
- 1992年 工業短期大学部廃止。
- 2004年 国立大学法人へ移行。
- 2006年 工芸学部と繊維学部を統合し工芸科学部設置。また、学科ではなく課程・学域という表記へ変更。（各課程の夜間主コースを統合させた先端科学技術課程を設置。）
- 2015年 先端科学技術課程募集停止。
- 2016年 地域創生Tech Program設置。（先端科学技術課程同様社会人入試を実施。）

## 基礎データ

### 所在地
- 松ヶ崎キャンパス（京都府京都市左京区橋上町）
- 嵯峨キャンパス（京都府京都市右京区嵯峨一本木町）
- 福知山キャンパス（京都府福知山市字堀3385）

## 教育および研究

### 組織

#### 学部
工芸科学部1学部の下に、学域・課程を構成している。

#### 2025年現在
- 応用生物学域
  - 応用生物学課程
- 物質・材料科学域
  - 応用化学課程
  - 高分子機能工学課程

- 設計工学域
  - 電子システム工学課程
  - 情報工学課程
  - 機械工学課程

- デザイン科学域
  - デザイン・建築学課程
- 基礎教育学域
  - 基礎教育

#### 2016年度入学生以降
- 生命物質科学域
  - 応用生物学課程
  - 生体分子応用化学課程
  - 高分子機能工学課程
  - 物質工学課程
- 設計工学域
  - 電子システム工学課程
  - 情報工学課程
  - 機械システム工学課程
  - デザイン経営工学課程
- 造形科学域
  - デザイン・建築学課程
- 学部共通
  - 地域創生Tech Program

#### 2014年 - 2015年度入学生
- 生命物質科学域
  - 応用生物学課程
  - 生体分子応用化学課程
  - 高分子機能工学課程
  - 物質工学課程
- 設計工学域
  - 電子システム工学課程
  - 情報工学課程
  - 機械システム工学課程
  - デザイン経営工学課程
- 造形科学域
  - デザイン・建築学課程
- 学部共通
  - 先端科学技術課程

#### 研究科
工芸科学研究科1研究科の下に以下の課程・専攻を設置している。

#### 2025年現在
- 応用生物学域
  - 博士前期課程（修士課程）応用生物学専攻
  - 博士後期課程 バイオテクノロジー専攻
- 物質・材料科学域
  - 材料創製化学専攻（博士前期課程）
  - 材料制御化学専攻（博士前期課程）
  - 物質合成化学専攻（博士前期課程）
  - 機能物質化学専攻（博士前期課程）
  - 物質・材料化学専攻（博士後期課程）

- 設計工学域
  - 電子システム工学専攻（博士前期課程）
  - 情報工学専攻（博士前期課程）
  - 機械物理学専攻（博士前期課程）
  - 機械設計学専攻（博士前期課程）
  - 電子システム工学専攻（博士後期課程）
  - 設計工学専攻（博士後期課程）

- デザイン科学域
  - デザイン学専攻（博士前期課程）
  - 建築学専攻（博士前期課程）
  - 京都工芸繊維大学・チェンマイ大学国際連携建築学專攻（博士前期課程）
  - デザイン学専攻（博士後期課程）
  - 建築学専攻（博士後期課程）

- 繊維学域
  - 先端ファイブロ科学専攻（博士前期・後期課程）
  - バイオベースマテリアル学専攻（博士前期・後期課程）

- 基礎教育学域
  - 基礎教育

#### 2015年度入学生以降
- 博士前期課程
  - 応用生物学専攻
  - 材料創製化学専攻
  - 材料制御化学専攻
  - 物質合成化学専攻
  - 機能物質化学専攻
  - 電子システム工学専攻
  - 情報工学専攻
  - 機械物理学専攻
  - 機械設計学専攻
  - デザイン経営工学専攻
  - 建築学専攻
  - デザイン学専攻
- 博士後期課程
  - バイオテクノロジー専攻
  - 物質・材料化学専攻
  - 電子システム工学専攻
  - 設計工学専攻
  - 建築学専攻
  - デザイン学専攻
- 博士前期・後期課程（独立専攻）
  - バイオベースマテリアル学専攻
  - 先端ファイブロ科学専攻

#### 2006年 - 2014年入学生
- 博士前期課程
  - 応用生物学専攻
  - 生体分子工学専攻
  - 高分子機能工学専攻
  - 物質工学専攻
  - 電子システム工学専攻
  - 情報工学専攻
  - 機械システム工学専攻
  - デザイン経営工学専攻
  - 造形工学専攻
  - デザイン科学専攻
  - 建築設計学専攻
- 博士後期課程
  - 生命物質科学専攻
  - 設計工学専攻
  - 造形科学専攻
- 博士前期・後期課程（独立専攻）
  - バイオベースマテリアル学専攻
  - 先端ファイブロ科学専攻

#### 2025年現在
- 学系（研究戦略推進委員会）
  - 応用生物学系
  - 材料化学系
  - 分子化学系
  - 電気電子工学系
  - 機械工学系
  - 情報工学・人間科学系
  - 繊維学系
  - デザイン・建築学系
  - 基盤科学系

#### かつての教員組織
- 生命物質科学系
  - 応用生物学部門
  - 生体分子工学部門
  - 高分子機能工学部門
  - 物質工学部門
  - バイオベースマテリアル学部門
- 設計工学系
  - 電子システム工学部門
  - 情報工学部門
  - 機械システム工学部門
  - デザイン経営工学部門
  - 先端ファイブロ科学部門
- 造形科学系
  - デザイン学部門
  - 建築造形学部門
- 基盤科学系
  - 言語・文化部門
  - 数理・自然部門

### 教育プログラム
- 現代的教育ニーズ取組支援プログラム
  - 京都ブランドによる人材育成と地域創成―産学官連携による地域ブランド教育プログラムの展開と市民啓発―（平成19年度）
  - 創造性豊かな国際的工科系専門技術者の育成―伝統からイノベーションへ・ローカルからグローバルへ―（平成18年度）
- 特色ある大学教育支援プログラム
  - 新たな工学的感性を養う教育プログラム―表現行為の実践と人文的教養を基礎として―（平成19年度）

### その他
- 総合教育センター
- 学生支援センター
- アドミッションセンター
- 国際センター
- 保健管理センター
- アクセシビリティ・コミュニケーション支援センター

## 研究活動の特徴

### 附属機関
- 教育研究支援組織
  - ショウジョウバエ遺伝資源センター
  - 生物資源フィールド科学教育研究センター（旧称・昆虫先端研究推進拠点）
  - 環境科学センター 
  - オープンファシリティセンター
  - アイソトープセンター
  - 附属図書館
- 研究戦略推進本部（2015年7月発足）
  - 産学連携室
  - ベンチャーラボラトリー
  - 知的財産室
- 機器分析センター

- 高度技術支援センター（2006年設置）
- 情報基盤センター (CIS)
- ＣＯＣ推進拠点
- 産学公連携推進センター
  - 連携企画室
  - 知的財産戦略室
  - スタートアップ推進室
  - リカレント教育推進室

- 未来デザイン・工学機構
  - KYOTO Design Lab
  - 京都グリーンラボ
  - 新素材イノベーションラボ
  - 社会医工学研究センター
  - 繊維科学センター
  - 高性能シミュレーション研究センター

#### 未来デザイン・工学機構
研究哲学の醸成を一義に掲げ、何のために、誰のために、どのような研究・技術を開発するのかを常に問う事を目的としている。持続可能な未来の望ましい社会像を結像し、日本を牽引するため、「ありうる社会像　Possible Futures」および「何が今、大学に問われていて、何をなすべきか」パーパスを提示し、京都思考に基づくウェル・ビーイングを実現すること目指す。

#### デザインファクトリー
全学系・学年の学生、教職員、学内プロジェクトにおいて参加している外部の学生、企業が自由に利用することができる共創プラットフォーム。デジタルファクトリーを中心に、ウッドファクトリー、メタルファクトリー、テキスタイルファクトリー、バイオマテリアルファクトリー、フォトダークルーム、フォトスタジオの7つの施設で構成されている。

#### 生物資源フィールド科学教育研究センター
資源昆虫学・資源植物学・バイオ資源学の3 研究分野で構成されている。資源昆虫学分野では、有用昆虫の有効利用や害虫防除に関する基礎・応用昆虫学的な教育研究を、資源植物学分野では資源植物の生態と栽培、環境保全・循環型生物生産に関する教育研究を行う。いずれの分野でも、「21 世紀におけるヒト、資源生物、環境の相互作用に関わる課題に関してバランスのとれたセンス」を備えた人材育成を目指した教育・研究を進めている。

#### 産学公連携推進センター
様々な分野を横断した技術ニーズに対応するため『連携企画室』『知的財産戦略室』『スタートアップ推進室』『リカレント教育推進室』を設置し、それぞれの活動を通して、研究成果や知的財産を社会に還元し、地域社会の発展に貢献することを目的としている。同センターを中心として、地域の産業界、団体、自治体等と共同研究や研究会などを連携している。

## 学生生活

### スポーツ大会
- 新入生歓迎スポーツ大会 （4月）
- スポーツ大会（11月）

ただ、スポーツ大会に関しては、実施されない年もある。

### 学園祭
- 松ヶ崎祭
例年11月の第3週～第4週に3日間で行われる。

木材や鉄骨などを利用した手作りの模擬店・装飾、広い店舗面積など、周辺の大学には見られない特色がある。

### 部活動とサークル
多数ある。中には、デザイン建築課程の生徒のみのサークルや、周辺大学であるノートルダム女子大学や京都府立大学などとのインカレサークルも存在する。

### 学生と教員の共同プロジェクト
学生と教員の共同プロジェクトとは、学外で開催される物づくりに関連するイベントや大会に向けての学生と教員の取り組みを、大学が財政面で支援する活動のことである。活動は2006年度より始まった。毎年いくつもの試みがなされているが、ここでは代表的なものを取り上げる。
- ROBOCON挑戦プロジェクト ("ForteFibre")
2006年4月に澤田祐一准教授の呼びかけで学生と教員の共同プロジェクトとして開始される。2007年6月に東京で行われたNHK大学ロボコン2007年に初出場した。予選リーグでは初戦の千葉大学戦を1対0で初勝利し、続く神奈川工科大学戦も1対0で勝利を、予選順位7位で決勝トーナメントに進出する。決勝トーナメントでは優勝した金沢工業大学に敗れた。
2017年度のNHK大学ロボコンではチーム初の予選一位通過を果たした。トーナメント戦では、準優勝校の東京大学に敗れ、ベスト8となった。
- 学生フォーミュラプロジェクト ("Grandelfino")
2005年秋、"グランデルフィーノ"は学生フォーミュラ製作チームとして自動車部のメンバーにより同志を募り創立し、本学初の「学生と教員の共同プロジェクト」として動き始める。2007年夏、全日本学生フォーミュラ大会～ ものづくり・デザインコンペティション ～に参戦。エンデュランスの完走を果たす。2009年にはスキッドパッド4位、総合順位13位と好成績を収め、2012年には総合順位1位（82大学中）となった。
2013年、2014年は総合順位5位と連続入賞をし、2015年には海外チームに敗れるも準優勝を収めた。2016年、2017年には史上二チーム目となる連覇を達成。2018年は総合優勝ならず準優勝となるも、オートクロスでは大会最速タイムを記録した。2019年は優勝争いをするも、エンデュランスで完走できず、総合17位となった。
2020年からは総合四連覇に向けた活動を掲げており、3年振りの現地開催となった2022年から二連覇（2023年現在継続中）を達成している。
日本大会史上初の大会史上最多タイ5度の総合優勝のほか7年連続入賞の記録を持ち、日本大会で計46タイトルを獲得している。
チーム名であるGrandelfinoとは、イタリア語のイルカと、大きな、壮大な、というグランドを掛け併せて作った造語。
- iGEM2010 ("kit-kyoto")
京都工芸繊維大学iGEMチーム“KIT－Kyoto”は2010年3月17日に応用生物学課程の学生5名（院生1名、学部生4名）で発足した。最終的に造形工学課程の学生を迎えるなど徐々に人数を増やし学部一回生2名、二回生4名、三回生7名の計13名、大学院生7名、教員2名の合計22人のチームになる。本学が掲げる「科学と芸術の出会い」をチームのモットーとし、生物学の研究だけにとどまらず、外部への発信やデザインにも力を注いだ。その結果、初参加にして金賞を受賞し、ベストポスター発表賞（世界128チーム中1位）に選ばれた。また、研究内容を紹介するチームwikiのアクセスランキングも大会期間中世界5位、日本1位となった。また、ドイツのFreiburg大学主催のiGEMおもしろ写真コンテストでも大賞に選ばれた。

## 施設

### キャンパス

#### 松ヶ崎キャンパス
- 交通アクセス[7][8]：京都市営地下鉄烏丸線「松ヶ崎駅」から徒歩8分。

左京区役所に隣接しており、住宅地に囲まれている。高野川や松ヶ崎浄水場にほど近い。道路を東西に挟み東部構内（グラウンドやテニスコート、プールなど体育施設、図書館、造形科学系などが配置されている。49,686 m2）と西部構内（主に生命物質科学系・設計工学系など。73,385 m2）に分かれている。前身校のうち、京都高等工芸学校が1930年に移転して以来のキャンパスである。また隣接地には一時滞在者用の宿泊交流施設である工繊会館や同窓会パビリオン、民営学生宿舎である松ヶ崎学生館が所在する。

#### 嵯峨キャンパス

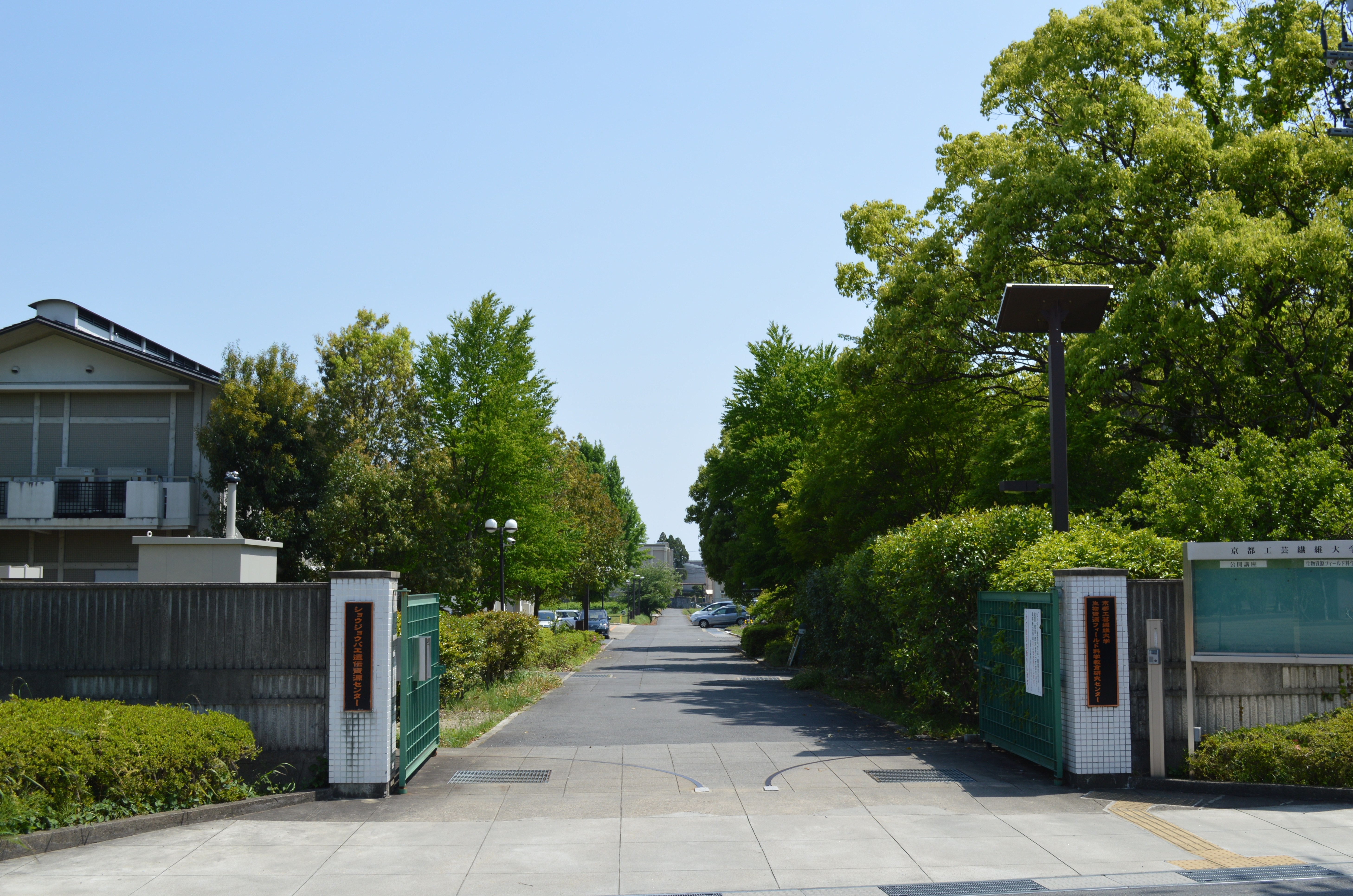
嵯峨キャンパス

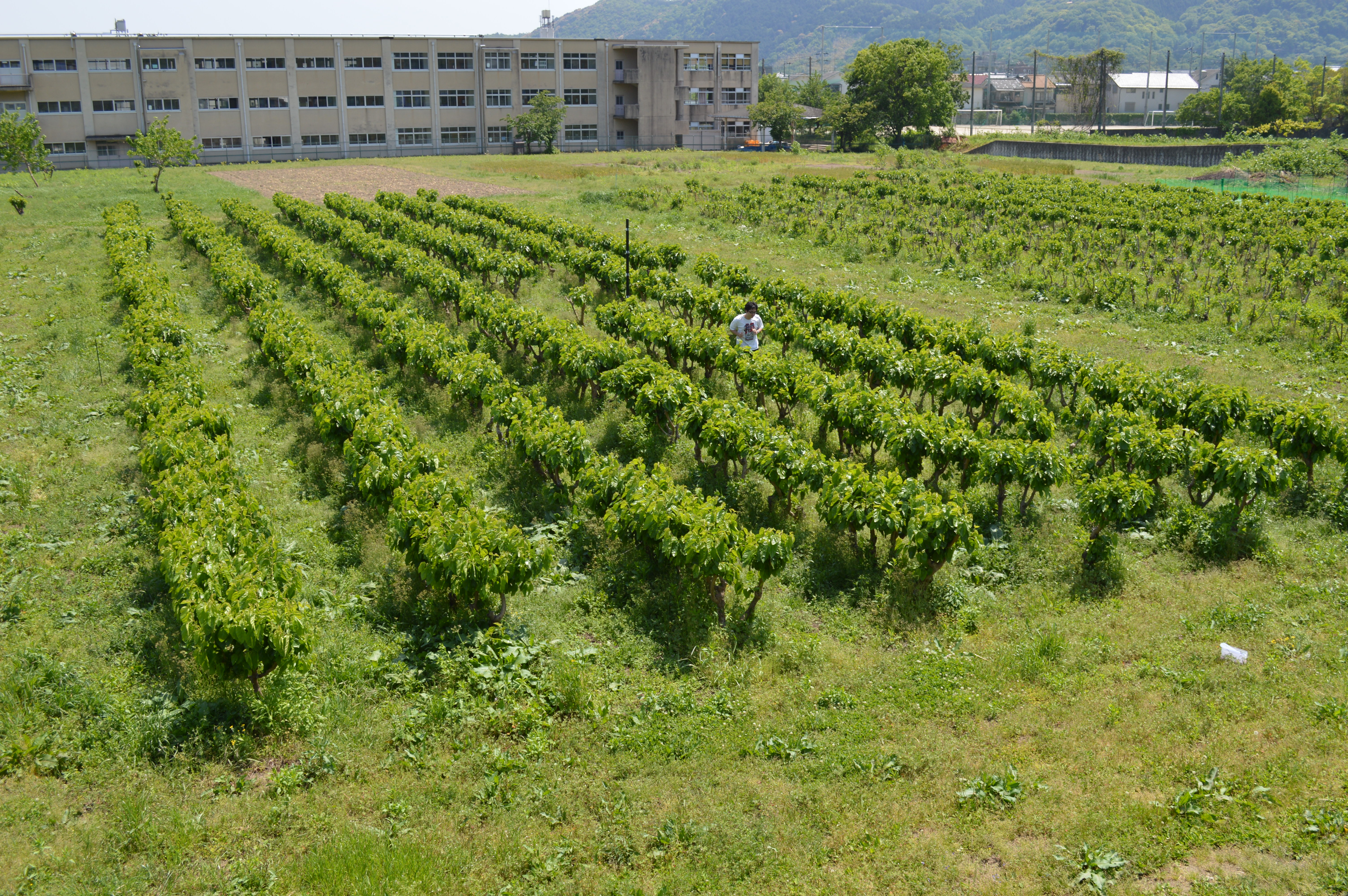
嵯峨キャンパスの圃場

- 交通アクセス[8]：JR嵯峨野線「嵯峨嵐山駅」から徒歩15分。

京都市立嵯峨中学校に隣接しており、周囲には京都府立北嵯峨高等学校や広沢池がある。60,999 m2の敷地の大部分は生物資源フィールド科学研究部門所轄の圃場（附属農場）であるが、他にも昆虫先端研究推進拠点などが所在する。

#### 福知山キャンパス
- 交通アクセス[8]：JR山陰本線・JR福知山線・京都丹後鉄道宮福線「福知山駅」から京都交通バス堀循環線「小谷ヶ丘（公立大学前）」を下車し、徒歩2分。

福知山市字堀に福知山公立大学に隣接して平成28年4月に設立された。

### 学内施設

#### 美術工芸資料館
1980年学内共同教育研究施設として設立。前身校の一つである京都高等工芸学校の創設時以来、教材として収集してきた資料の保管、展示公開、教育研究を行っている。松ヶ崎キャンパスのほぼ中央に位置している。

#### 和楽庵
1916年に武田五一の設計によって、旧稲畑勝太郎邸に建築された洋館である。南禅寺近くの何有荘にあったものを開学120周年の記念事業として松ヶ崎キャンパス内に移築され、大学院のプロジェクト「dCEP」と「KYOTO Design Labo」が共同研究し、大正時代の和洋折衷建築に現代の技術が取り入れられた。

### 学外施設

#### まりこうじ会館
国際交流会館。外国人用宿舎（教員および留学生）で、京都大学西部構内（京都高等工芸学校の移転前の校地だった）に隣接している。

## 対外関係

### 他大学との協定
- 中国
  - 浙江理工大学
  - 東華大学
  - 香港理工大学紡織衣服学院
- 台湾
  - 大同大学
  - 国立交通大学
  - 国立台湾大学芸術史研究所
  - 国立台湾科技大学
- 韓国
  - 釜山大学校
  - 嶺南大学校
  - 水原大学校
  - 漢陽大学校
  - 慶南科学技術大学校
- モンゴル
  - モンゴル科学技術大学
- シンガポール
  - シンガポール国立大学工学部
  - シンガポール国立大学環境デザイン学部
  - シンガポール工科デザイン大学
- マレーシア
  - クアラルンプール大学
  - マラヤ大学
  - マレーシアサインズ大学
- タイ
  - マハサラカム大学
  - チュラーロンコーン大学
  - カセサート大学
  - モンクット王工科大学トンブリー校
  - チエンマイ大学
  - ラジャマンガラ工科大学タンヤブリ校
  - マヒドン大学
  - コンケン大学
- ベトナム
  - カント大学
  - ハノイ工科大学
  - ベトナム国家大学ホーチミン市校自然科学大学
  - ベトナム科学技術アカデミー化学研究所
  - ハノイ医科大学
  - ベトナム国家大学ホーチミン市校工科大学
  - 教育訓練省
- インド
  - インド工科大学グワハティ校
  - ナショナル・インスティテュート・オブ・デザイン
- カザフスタン
  - アル・ファラビ・カザフ国立大学（英語版）
- トルコ
  - ミマール・スィナン芸術大学
  - パムッカレ大学
- オーストラリア
  - ディーキン大学
- オーストリア
  - ウィーン工科大学
- ベルギー
  - リエージュ大学
  - モンス大学
- チェコ
  - リベレツ工科大学
- デンマーク
  - デンマーク王立美術院建築学部
  - デンマーク王立美術アカデミーデザイン学部
- フィンランド
  - アールト大学理学部
  - アールト大学芸術・デザイン建築学部
  - ラハティ応用科学大学

- フランス
  - パリ・ラヴィレット国立建築大学
  - ヴェルサイユ国立建築大学
  - リール・ドゥーエー工科大学
  - 国立繊維工芸工業高等学院
  - フランス国立高等研究院
  - パリ＝ソルボンヌ大学
  - オルレアン大学
  - パリ・ディドロ大学
  - オートアルザス大学
- ドイツ
  - シュトゥットガルト専門大学
  - アーヘン工科大学機械工学部
  - ケルン応用科学大学建築学部
  - ミュンヘン工科大学建築学部
- ハンガリー
  - ブダペスト工科経済大学
- イタリア
  - トリエステ大学
  - 材料科学・工学イタリア大学コンソーシアム
  - ヴェネツィア大学カ・フォスカリ校
  - RFXコンソーシアム
  - モデナ・レッジョ・エミリア大学
- オランダ
  - デルフト工科大学
  - デザインアカデミー・アイントホーフェン
- スペイン
  - カタルーニャ工科大学
  - バルセロナ材料科学研究所
- スイス
  - チューリッヒ工科大学
  - スイス・イタリア語圏大学メンドリシオ建築アカデミー
  - ジュネーヴ造形芸術大学
  - ルツェルン応用科学芸術大学
- イギリス
  - リーズ大学
  - ロンドン大学聖ジョージ校
  - グラスゴー美術学校
  - ロイヤル・カレッジ・オブ・アート
  - ブライトン大学
  - キングストン大学
  - シェフィールド・ハラム大学アートデザインリサーチセンター
  - ケンブリッジ大学キャヴェンディッシュ研究所
- メキシコ
  - モンテレイ工科大学
- エジプト
  - ヘルワン大学
  - ダミエッタ大学応用芸術学部
- カナダ
  - マニトバ大学
- アメリカ合衆国
  - アクロン大学
  - ノースカロライナ州立大学
  - テキサス大学アーリントン校
  - ワシントン大学工学部
  - マニトバ大学
  - スタンフォード大学
  - ウィスコンシン大学マディソン校
  - オーバーン大学理数学部
- その他
  - 繊維系7大学連携協定

### 大学関係者一覧

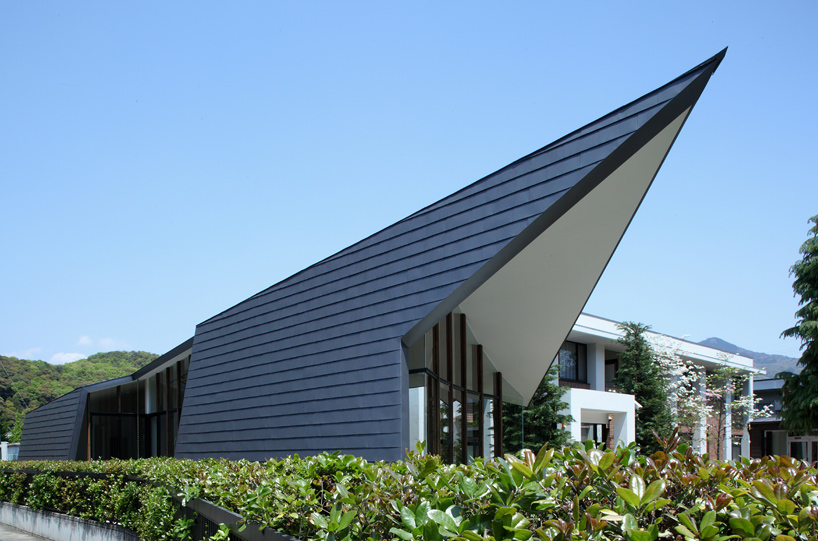
同窓会パビリオン

## 社会との関わり

### 人事担当者からの評価
- 2021年日本経済新聞社と日経HRが実施した、「企業の人事担当者からみたイメージ調査」[15]（全上場企業と一部有力未上場企業4,850社の人事担当者を対象に、2019年4月から2021年3月までの間に採用した学生から見た大学のイメージなどを聞いた調査）において、京都工芸繊維大学は、「全国総合」で788大学[16]中、第15位[15]にランキングされた。

### 不祥事
- 同大学の男性教授の一人が2013年から2014年にかけ、自らと関わりがある企業数社に学内の機器を使用させるなどし、使用料や技術指導料など計約170万円を受け取ったり、2009年から2016年にかけて学長の許可なく5社で兼業するなどしたとしていたことが2019年に判明し、大学はこの教授を同年6月27日付で諭旨解雇とした[17][18]。

- 2017年11月末の学長選挙で敗北した副学長が[19]、自身の特許を企業へ、大学に無断で譲渡した疑いを2018年1月にかけられ[20]、次期学長によって2019年に懲戒解雇された[20][21]。

## Wiki関係他プロジェクトリンク
- ウィキメディア・コモンズには、京都工芸繊維大学に関するカテゴリがあります。